# Франсуа Чен
Франсуа Чен (кит.: 程抱一, фр. François Cheng, 30 серпня 1929, Наньчан) — французький поет, прозаїк та каліграф китайського походження. Батько французької вченої з історії Китаю Анн Чен.

## Біографія
З освіченої родини. Навчався в Нанкінському університеті. 1948 року його батько отримав посаду в ЮНЕСКО, і родина переїхала до Франції. 1949 року рідні переїхали в США, а Франсуа Чен залишився у Франції. Вивчав мову, літературу та культуру країни, вів самітницький спосіб життя. З 1960 року — співробітник Інституту мов і цивілізацій Сходу (INALCO). 1971 року отримав французьке громадянство.
З 1977 року пише французькою мовою. Опублікував кілька книжок віршів на Тайвані та в Гонконзі. Перекладає з французької на китайський (Віктор Сегален, Анрі Мішо), з китайської на французьку (стару і нову поезію, прозу Лао Ше тощо).
Дочка, Анна Чен (1955) — китаїст, перекладачка «Лунь юй».

## Творчість
Автор книг віршів, монографій про китайську літературу, живопис (Чжу Да, Шитао), культуру.

## Твори
- Analyse formelle de l'œuvre poétique d'un auteur des Tang : Zhang Ruoxu 1970
- Le Pousse-pousse, de Lao She (traduction, 1973)
- L'Écriture poétique chinoise, Éditions du Seuil, 1977 et 1996
- Vide et plein : le langage pictural chinois, Éditions du Seuil, 1979
- L'Espace du rêve : mille ans de peinture chinoise, Phébus, 1980
- Sept poètes français 1983
- Henri Michaux, sa vie, son œuvre, 1984
- Chu Ta : le génie du trait, Phébus, 1986
- Some Reflections on Chinese Poetic Language and its Relation to Chinese Cosmology dans The Vitality of the Lyric Voice, 1986
- The Reciprocity of Subject and Object in Chinese Poetic Language dans Poetics East and West, 1988
- De l'arbre et du rocher, poèmes, Fata Morgana, 1989
- Souffle-Esprit, Éditions du Seuil, 1989 et 2006
- Entre source et nuage, Voix de poètes dans la Chine d'hier et d'aujourd'hui, Albin Michel, 1990 et 2002
- Saisons à vie, poèmes, Encre marine, 1993
- Trente-six poèmes d'amour, poèmes, Unes, 1997
- Quand les pierres font signe, éditions Voix d'encre, 1997 (avec Fabienne Verdier)
- Le Dit de Tianyi, Albin Michel, 1998 (prix Femina)
- Double chant, Encre Marine, 1998 (prix Roger-Caillois)
- Shitao : la saveur du monde, Phébus, 1998 (prix André-Malraux)
- Cantos toscans, Unes, 1999
- D'où jaillit le chant, Phébus, 2000
- Poésie chinoise, poèmes, Albin Michel, 2000
- Et le souffle devient signe, Iconoclaste, 2001
- Qui dira notre nuit, poèmes, Arfuyen, 2001
- L'éternité n'est pas de trop, Albin Michel, 2002
- Le dialogue : une passion pour la langue française, Desclée de Brouwer, 2002
- Le Long d'un amour, poèmes, Arfuyen, 2003
- Le Livre du vide médian, poèmes, Albin Michel, (2004) - édition revue et augmentée, 2009
- Que nos instants soient d'accueil, avec Francis Herth, Les Amis du Livre contemporain, 2005
- À l'orient de tout, poèmes, Gallimard, 2005
- Cinq méditations sur la beauté, Albin Michel, 2006 ISBN 2226172157
- Pèlerinage au Louvre, Flammarion et Musée du Louvre éditions, 2008
- L'Un vers l'autre, Éditions Albin Michel, 2008
- Œil ouvert et cœur battant: Comment envisager et devisager la beauté, Desclée de Brouwer, 2011
- Quand reviennent les âmes errantes, Albin Michel, 2012 ISBN 978-2-226-24008-8
- Cinq méditations sur la mort. Autrement dit sur la vie, Albin Michel, 2013 ISBN 978-2-226-25191-6
- Assise : une rencontre inattendue, Albin Michel, 2014 ISBN 978-2-226-25192-3
- Entretiens avec Françoise Siri, suivis de douze poèmes inédits, Albin Michel, 2015 ISBN 978-2-226-31475-8
- La vraie gloire est ici, poèmes, Gallimard, 2015 ISBN 978-2-070-11208-1
- De l'âme, Albin Michel, 2016 ISBN 978-2-226-32638-6

## Визнання
- Премія Роже Каюа (2000).
- Велика премія Французької академії франкомовним авторам (2001).
- Член Французької академії (2002, крісло 34, перший вихідець з Азії).
- Член Вищої Ради з франкофонії.
- Член почесного комітету Фонду Ширака.
- Офіцер Ордена Почесного легіону (2009).